# Mary Hamilton

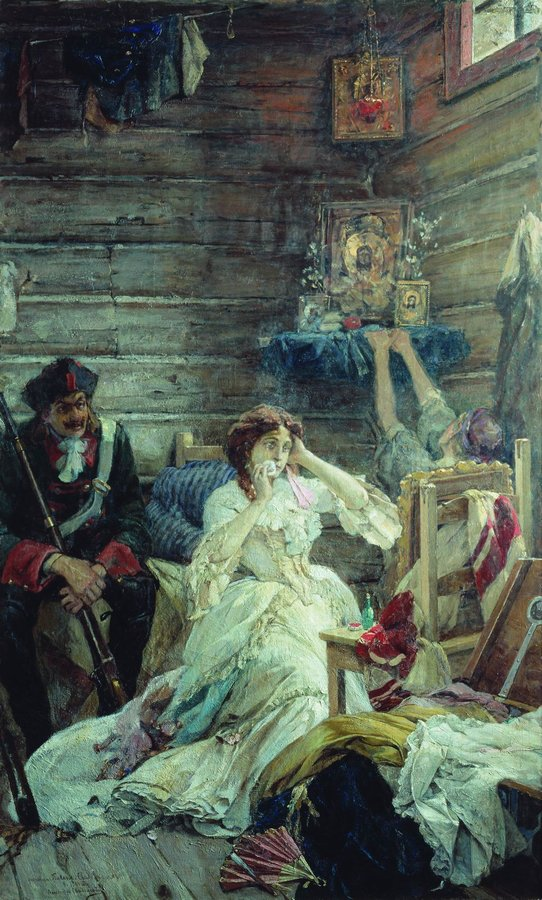
Mary Hamilton i väntan på avrättning.

Mary Danflovna Hamilton eller Mary Gamontova, död 14 mars 1719, var hovdam till Katarina I av Ryssland och älskarinna till tsar Peter den store. Hon avrättades för barnamord, stöld och förtal av kejsarinnan Katarina.

## Bakgrund
Mary var medlem av den skotska släkten Hamilton, som emigrerat till Ryssland med Thomas Hamilton under Ivan den förskräcklige. Hon var troligen dotter till William Hamilton och kusin till Evdokiya Grigorievna Hamilton. Mary blev hovdam 1713, tilldrog sig Peters uppmärksamhet genom sin skönhet och sitt sexualliv och inledde en sexuell relation med denne.  
1716 inledde hon en relation med Ivan Mikhailovich Orlov. Förhållandet blev olyckligt, då Orlov misshandlade henne och var otrogen med Avdotia Tjernysjova, en annan av Peters älskarinnor. I ett försök att få tillbaka honom gav hon honom gåvor hon stulit från kejsarinnan Katarina. Under denna tid blev hon gravid två gånger: 1715 gjorde hon abort genom att ta ett läkemedel avsett för förstoppning, och 1717 födde hon i hemlighet ett barn som hon dränkte efter födseln med pigan Katerina Yekimovna Terpovskaya som vittne.

## Avslöjande
År 1717, förhördes Orlov av Peter om dokument som försvunnit från tsarens kontor. Orlov förlorade fattningen och började bekänna att han hade ett förhållande med Hamilton och att hon gjort abort. Efter att man funnit ett spädbarnslik insvept i en servett i palatsets latringrop inleddes en undersökning. Hamiltons kärleksrival Avdotia Tjernysjova anklagade Hamilton för att sprida rykten om kejsarinnan Katarina, bland annat att hon åt vax för att hålla hyn ren; Katarina lät då förhöra Hamilton, som erkände ryktesspridningen, och lät genomsöka hennes rum 12 mars 1717, där flera stulna föremål från Katarina hittades, bland andra diamanter och kläder. Mary och Orlov fängslades då i S:t Petersburgs fästning. Mary erkände stöld och mord men vägrade trots tortyr att vittna mot Orlov och hävdade att han var ovetande.

## Avrättning
I november 1718 dömdes Mary till döden för abort, mord på sitt spädbarn och stöld av smycken från kejsarinnan. Orlov frigavs. Kejsarinnorna Katarina och Praskovja bad om nåd för henne men domen stod fast, och det har gissats att Peter med domen ville visa på sin nya lag om lika rättigheter för utomäktenskapliga barn (1715), och att den borde innebära att abort och barnamord inte längre var motiverat. 14 mars 1719 avrättades Mary genom halshuggning. Hon var klädd i vitt och halshöggs med hjälp av ett svärd och inte med en yxa, eftersom Peter lovat henne att bödeln inte skulle få röra vid henne. Tsaren tog sedan upp det avhuggna huvudet, föreläste om dess anatomi, kysste det och slängde det sedan ifrån sig. Huvudet förvarades sedan länge i konserveringsvätska vid den ryska vetenskapsakademien, där den fortfarande ska ha varit kvar under Katarina den storas tid.